# کارلوس اسلیم دومیت
کارلوس اسلیم دومیت، (به انگلیسی: Carlos Slim Domit) (زاده ۱۹۶۷) کارآفرین، بازرگان و مدیر ارشد اجرایی مکزیکی است، که در حال حاضر به‌عنوان رییس هیئت مدیره شرکت گروپو کارسو و مدیر عامل اجرایی شرکت سانبورنز فعالیت می‌نماید.
وی فرزند ارشد کارلوس اسلیم؛ ثروتمندترین فرد جهان می‌باشد.